# オータコージ
オータコージは、日本のドラマー。東京都稲城市生まれ。
大学在学中よりプロドラマー村上広樹に師事。
2000年、SPOOZYSに加入。
2002年、7人組のインストルメンタルユニットL.E.D.を結成。
2005年、クラムボンのドラマー伊藤大助と共に即興ユニットThe Sun calls Starsを結成。
2005年、曽我部恵一BANDに参加。
また上記以外にも、□□□、古舘佑太郎、Jackson vibe、磯貝サイモン、SPANOVA、ホフディラン、IMALU、パスピエなど様々なアーティストのレコーディング、ライブのサポートドラマーとしても活動。
2017年、ムーンライダーズの白井良明が始動させたバンド、for instance（白井良明、雲丹亀卓人、コイチ、柏倉隆史、オータコージ）に参加。
2018年3月、ツインドラムとベースの即興ユニット、Devil Rhythm River（守家巧、柏倉隆史、オータコージ）始動
2018年4月、ラッパーのDARTHREIDER（ダースレイダー）が始動させた3人組バンド、THE BASSONS（ザ・ベーソンズ）に加入。
2018年12月、Base Ball Bearの関根史織、レピッシュのtatsuとstico結成。

## 参加作品

### シングル
- 空気公団 - 『夕暮れ電車に飛び乗れ』（2001年7月25日）
- 空気公団 - 『おはようあさ』（2005年5月9日）
- 空気公団 - 『やさしい朝』（2005年10月1日）※「暮らし」
- 空気公団 feat. 堀込泰行 - 『旅をしませんか（2015.5.27）』（2015年5月27日）※配信、7inchアナログ
- 曽我部恵一BAND - 『クリスマスにほしいもの -what we want version-』（2005年12月24日）※配信オンリー
- 曽我部恵一BAND - 『魔法のバスに乗って』（2008年3月2日）
- 曽我部恵一BAND - 『ほし』（2009年2月6日）
- 曽我部恵一BAND - 『思い出のアルバム』（2009年5月10日）※iTunes配信オンリー
- 曽我部恵一BAND - 『プレゼント』（2009年10月9日）
- 曽我部恵一BAND - 『ロックンロール』（2012年3月12日）
- 曽我部恵一BAND - 『サーカス』（2012年6月29日）
- Jackson vibe - 『ラララ~Merry X'mas to you~』（2006年11月22日）※配信オンリー
- Jackson vibe - 『浪漫PEOPLE』（2007年2月14日）
- Jackson vibe - 『桜』（2007年3月14日）
- Jackson vibe - 『LIFE』（2007年4月18日）
- Jackson vibe - 『あなたの顔が見たい』（2007年5月16日）
- Jackson vibe - 『待ちぼうけ～Honey,Honey～』（2007年6月13日）
- Jackson vibe - 『REVOLUTION No.9』（2008年3月19日）※配信オンリー
- L.E.D. - 『I’LL [featuring : 原田郁子(clammbon)]』（2011年2月16日）
- L.E.D. - 『Music For Cinemas e.p.』（2011年12月14日）
- L.E.D. - 『Music For Cinemas remix』※LP
- 磯貝サイモン - 『君はゆける』（2006年11月22日）
- 磯貝サイモン - 『初恋に捧ぐ歌』（2007年9月26日）
- MINMI - 『アベマリア』（2009年6月17日）※M3「A Natural Woman」
- ワンリルキス - 『忘れられないよ』（2013年9月11日）
- □□□×LOSTAGE×8otto - 『NEVER LIGHT LOVERS / SAY TONIGHT』（2013年9月24日）
- The Shower Club(サイトウ“JxJx”ジュン(YOUR SONG IS GOOD)、川上洋平([Alexandros])、ROY(THE BAWDIES)) - 『Are We Special?』(2014年10月15日)
- 花澤香菜 - 『透明な女の子』（2016年2月24日）
- 沢田研二 - 『ISONOMIA』（2017年3月11日）※M2「揺るぎない優しさ」
- 白井良明 -『Of 8 Minutes 7』（2017年4月22日）
- カレーライスオールスターズ（黒沢薫（ゴスペラーズ）/鈴木福/篠原ともえ/寺岡呼人/J⭐︎Dee'Z/佐藤竹善/中井美穂/里咲りさ/山川恒一/小宮山雄飛/辛酸なめ子/小山薫堂/小林幸子） -『カレーライスのうた』（2018年5月2日）
- THE BASSONS（ザ・ベーソンズ） - 『片目が語る!バンドが弾く!叩く!』（2018年7月5日）※配信オンリー
- THE BASSONS（ザ・ベーソンズ） - 『FUNK HARD EP』（2019年1月25日）※配信オンリー
- THE BASSONS（ザ・ベーソンズ） - 『DOWN EP』（2019年4月10日）※配信オンリー
- THE BASSONS（ザ・ベーソンズ） - 『ラッパーの葬式』（2019年6月29日）※配信オンリー
- THE BASSONS（ザ・ベーソンズ） - 『隙間』（2019年9月17日）※配信オンリー
- THE BASSONS（ザ・ベーソンズ） - 『FUNKY WEAPON』（2019年11月25日）※配信オンリー
- THE BASSONS feat. Kenji Jammer - 『KAKATTEKOIYO/死に損ない』（2021年5月5日）※7inch only

- SPANOVA - 『Augustones』（2020年10月16日）※M2「雨が降るまえに」
- SPANOVA - 『Indigo』（2020年12月17日）※M2「ハイイロ / Hi-iro」
- 山作戰 - 『絶望の砂に咲く花』（2021年8月6日）

### アルバム
- 空気公団 - 『ここだよ』（1999年10月18日）
- 空気公団 - 『くうきこうだん』（1999年11月12日）※「レモンを買おう」「今朝少しそう思った(320mix)」「ハナノカゲ」「2月24日」「窓辺」「別れ」「休日(スタジオライブ)」「今朝少しそう思った」「僕らのひみつ」「さかさま」
- 空気公団 - 『呼び声』（2000年5月26日）
- 空気公団 - 『空気公団』（2000年10月10日）※LP
- 空気公団 - 『融』（2001年6月21日）※「お手紙」「夕暮れ電車に飛び乗れ」「たまに笑ってみたり」「ビニール傘」「遠く遠くトーク」「うしろまえ公園」「融」
- 空気公団 - 『約束しよう』（2002年6月19日）※「あさの弾み」
- 空気公団 - 『おかいもの展LP』（2004年1月20日）※LP
- 空気公団 - 『ねむり』（2004年1月20日）
- 空気公団 - 『空風街LIVE』（2004年11月15日）
- 空気公団 - 『おくりもの』（2006年12月20日）※「おはよう今日の日」「心ごころ」「何をするでも話すでもなく」
- 空気公団 - 『空気公団作品集』（2007年12月19日）※「今朝少しそう思った」
- 空気公団 - 『こんにちは、はじまり。』（2015年2月4日）※「伝う」「連続」「新しい窓」「毎日が過ぎても」「お山参詣登山囃子」
- 空気公団 - 『ダブル』（2016年7月6日）

- 曽我部恵一BAND - 『LIVE』（2005年12月14日）
- 曽我部恵一BAND - 『キラキラ!』（2008年04月15日）
- 曽我部恵一BAND - 『トキメキLIVE!』（2008年8月5日）
- 曽我部恵一BAND - 『ハピネス!』（2009年6月9日）
- 曽我部恵一BAND - 『ソカバンのみんなのロック!』（2009年6月19日）
- 曽我部恵一BAND - 『ビレバンのソカバン』（2009年7月29日）
- 曽我部恵一BAND - 『曽我部恵一BAND』（2012年4月4日）
- 曽我部恵一BAND - 『トーキョー・コーリング』（2012年12月21日）
- 曽我部恵一 - 『ラブレター』（2005年7月25日）
- 曽我部恵一 - 『LOVE CITY』（2006年12月22日）※M3「恋人たちのロック」,M9「WINDY」
- 曽我部恵一 - 『blue』（2007年8月2日）
- 曽我部恵一 - 『PINK』（2011年4月21日）※M6「なにもかもがうまくいかない日の歌」
- 曽我部恵一 - 『超越的漫画』（2013年11月1日）※M1「ひとり」,M2「すずめ」,M4「うみちゃん、でかけようよ」,M6「もうきみのこと」,M10「バカばっかり」
- 曽我部恵一 - 『まぶしい』（2014年3月5日）※M12「あぁ！マリア」,M15「ハッピー」,M17「夕暮れダンスミュージック」
- 曽我部恵一 - 『Loveless Love』（2020年12月25日）※M3「ただ一度」
- L.E.D. - 『GAIA DANCE』（2009年12月2日）
- L.E.D. - 『elementum』（2011年4月6日）
- L.E.D. - 『L.E.D. / LIVE at SHIBUYA WWW 2011.12.27』※配信オンリー
- L.E.D. - 『in the universe』（2012年10月17日）
- L.E.D. - 『in motion』（2013年4月17日）
- □□□ - 『Tonight』（2008年9月24日）※M2「Tonight」,M8「夏の魔法 」
- □□□ - 『CD』（2011年2月23日）※M4「恋はリズムに乗って feat. 大木美佐子」,M8「ヵゝヵゞゐ。 feat. RUMI 」
- □□□ - 『マンパワー』（2012年3月28日）※M2「合唱曲 スカイツリー」,M5「聖者の行進」
- □□□ - 『JAPANESE COUPLE』（2013年3月27日）※M1「ゆっくりと」,M4「付き合わないか」,M8「おとぎ話」
- □□□ -『LOVE』（2017年7月19日）※M4「踊り」,M6「良い愛」
- on button down - 『on button down』（2002年4月26日）
- on button down - 『Nordic Forest』（2005年3月7日）
- SPOOZYS - 『ＣＥ－Ⅲ』（2003年9月25日）
- 柳田久美子 - 『リトル・バイ・リトル』（2005年10月26日）※M3「雪の気配」,M4「砂時計」,M6「恋に恋して」
- Yuichiro Kato(加藤雄一郎) - 『Pouring』（2005年12月9日） ※M4「Ascent」
- Yuichiro Kato(加藤雄一郎) - 『WILD COLORS』（2021年1月13日） ※M2「BOUSHU」,M7「Velvety Breeze(after a storm)」
- one note - 『ピースフル』（2006年3月8日）※M5「City,Country,City」,M10「魔法の時間」
- KAO - 『POLKA DOTS CANDY』（2006年8月2日）※M2「青い空と海のあいだで」,M7「GOOD BYE」
- Jackson vibe - 『24 HOUR DREAMING PEOPLE』（2007年7月4日）
- Jackson vibe - 『VIBES』（2008年6月4日）※M1「LOVER'S ROCK」
- 磯貝サイモン - 『ホワイトルーム』（2008年2月20日）※M3「君はゆける」,M4「傘がさしたいだけ」,M7「リセット」
- コトリンゴ - 『Sweet Nest』（2008年9月10日）※M2「closet」
- 一十三十一 - 『Letters』（2009年9月23日）
- サニーデイ・サービス - 『本日は晴天なり』（2010年4月21日）※M5「まわる花」（コーラス参加）
- SPANOVA - 『It's no illusion / Home Documentaries 00』（2011年3月3日）
- スガダイロー - 『八番勝負』（2011年8月17日）※M3「二〇一〇年 九月九日 The Sun calls Stars…伊藤大助+オータコージ」
- 安藤裕子 - 『勘違い』（2012年3月28日）※「永すぎた日向で」
- MEG - 『LA JAPONAISE』（2012年4月25日）※M10「Comment te dire adieu」
- カジヒデキ - 『SWEET SWEDISH WINTER』（2013年2月20日）※M2「ミルク ウォーク」,M6「黄色い帽子を買いにいこう」,M7「イルミナム ソング」
- OishiiOishii - 『Dawn in a Spoon』（2014年4月2日）
- OishiiOishii - 『Country Blues』（2019年10月2日）
- 島津田四郎 - 『裸のタシロー』（2014年12月24日）※M1「誘拐されそう」,M2「豆乳とクッキー」,M8「ずっとずっと前」,M14「好きな音楽聴いて歌ってる」,ボーナストラック「年末」
- 古舘佑太郎 - 『CHIC HACK』（2015年10月21日）
- ARTPORT PROJECT - 『ARTPORT PROJECT.1』（2016年11月23日）
- 花澤香菜 - 『Opportunity』（2017年2月22日）※M7「透明な女の子」
- コレサワ - 『コレカラー』（2017年8月9日）※M10「女子諸君」
- コレサワ - 『失恋スクラップ』（2020年1月15日）※M3「恋人失格」
- ホフディラン - 『帰ってきたホフディラン』（2017年10月18日）※M1「僕のかわいい女の子」
- 白井良明 - 『for instance』（2017年12月13日）※M1「Of 8 Minutes 7」
- for instance - 『door that wind』（2021年1月27日）
- 田中貴&細野しんいち - 『TVアニメーション「ラーメン大好き小泉さん」オリジナルサウンドトラック ラーメン大好き田中さんと細野さん』（2018年3月21日）
- ワタナベイビー - 『GOLDEN BABY』（2018年10月17日）※M3「ゲリラ豪雨のロック」,M4「キミやせたね」,M7「Gomenne」
- THE BASSONS（ザ・ベーソンズ） - 『カッコイイ音楽が聴ける日 - 8.1.2018』（2018年11月7日）※配信オンリー
- THE BASSONS（ザ・ベーソンズ） - 『AFTER ILL（Live at ERA 2019）』（2020年3月7日）※配信オンリー
- ヒプノシスマイク - 『ヒプノシスマイク-Division Rap Battle-「Enter the Hypnosis Microphone」』（2019年4月24日）※M3「おはようイケブクロ」
- 坂口有望 - 『shiny land』（2020年2月19日）※M6「星と屑」
- stico - 『象と話す女』（2020年2月20日）
- stico - 『Speak Easy』（2020年12月18日）
- 竹内アンナ - 『MATOUSIC』（2020年3月18日）※M1「RIDE ON WEEKEND」
- サニーデイ・サービス - 『いいね!』（2020年5月22日）※M6「日傘をさして」
- 西片梨帆 - 『彼女がいなければ孤独だった』（2020年9月23日）※M1「黒いエレキ」
- 吉澤嘉代子 - 『赤星青星』（2021年3月17日）※M3「グミ」

## TVCM
- トヨタ トヨペット（2005年）
- 日産セレナ「SERENA」（2009年）
- 日産セレナ行進編（2009年）
- ジャックスカード「屋久島にて」篇（2010年）
- ジャックスカード「あなたの夢に応援歌」（2011年）※出演
- ローソン「おにぎり屋」（2011年）
- DHC「プロティンダイエット かわいい大人」篇（2011年）
- 西原商会（2011年）※九州、広島地方限定
- プレサンスコーポレーション「こだわり派」篇（2015年）※関西限定
- エスエス製薬イヴA錠EX「強くなきゃ優しくなれない」篇（2015年）
- 森永乳業MOW（モウ）「高橋店長の品出し」篇（2017年）
- JR東日本「TYO30周年」（2018年）
- SUBARU「SUBARU VIZIV ADRENALINE CONCEPT World Premiere Video」（2019年）
- 日本郵便 東京2020 スペシャルムービー「仲間が教えてくれたこと」（2019年）
- サントリー BOSS×週刊ヤングジャンプ40周年「写植一筋40年 ヤングジャンプと生きる男」（2019年）
- ENEOS 東京2020 オリンピック聖火リレー物語「その火は、必ず来る。」（2020年）
- アミノバイタル 「網野さん登場」篇（2020年）
- ZOZOTOWN 「洋服買うならZOZOTOWN」「ZOZOWEEK」篇（2020年）
- NHK Eテレ「ムジカピッコリーノ」OPテーマ曲演奏（2021年）

## TV
- フジテレビ「FACTORY」（2007年2月 曽我部恵一BAND）
- 日本テレビ「音楽戦士 MUSIC FIGHTER」（2007年10月 磯貝サイモン）
- NHK総合「MUSIC JAPAN」（2008年2月 コトリンゴ）
- NHK総合「MUSIC JAPAN」（2008年4月 曽我部恵一BAND）
- フジテレビ「キャンパスナイトフジ」（2010年3月 曽我部恵一BAND）
- NHK北海道「LIVE H」（2010年12月 曽我部恵一BAND）
- NHK Eテレ「スクールライブショー」（2014年2月 曽我部恵一、福岡晃子（チャットモンチー）、三柴理）
- 韓国EBS「スペース共感」（2015年9月 空気公団）
- KTS鹿児島テレビ「ナマ・イキVOICE」（2015年11月 空気公団）
- NHK総合「バナナ ゼロミュージック」（2017年2月 オルケスタ・"バナナゼロ"・ムジカ）
- NHK Eテレ「シャキーン！」（2017年4月 ザ・なつやすみバンド）
- BS-フジ「小山薫堂 東京会議」（2017年7月〜 小宮山雄飛）
- NHK Eテレ「シャキーン！」（2019年1月 NHK2020年応援ソング「パプリカ」シャキーン! ver.録音、出演）
- NHK総合「Uta-Tube」（2020年4月 竹内アンナ）

## RADIO
- NHK-FM「ライブビート」（2006年1月 曽我部恵一BAND）
- TOKYO-FM「LIVE DEPOT」（2006年3月 ワカバ）
- J-WAVE「TOKYO M.A.P.S」（2010年5月 □□□（クチロロ））
- NHK-FM「ライブビート」（2012年2月 L.E.D.）
- J-WAVE「HELLO WORLD / J-WAVE SESSION VOL.17 曽我部恵一BAND」（2012年6月11日）
- ラジオ日本「真夜中のハーリー&レイス」（2016年3月 古舘佑太郎）※演奏のみ
- 新潟FM PORT「MUSIC CONVOY THURSDAY」（2017年6月 ザ・なつやすみバンド）※演奏のみ
- TBSラジオ「アフター6ジャンクション」（2019年8月27日 竹内アンナ）

## 雑誌
- リズム&ドラムマガジン（2006年11月号 伊藤大助×オータコージ（The Sun calls Stars）インタビュー）
- リズム&ドラムマガジン（2008年10月号 人と楽器）
- リズム&ドラムマガジン（2012年6月号 インタビュー）
- リズム&ドラムマガジン（2015年7月号〜 「ドラマガ・ラーメン部」連載）
- TO magazine（2015年 「浦風親方と猫沢エミのぶらり、墨田区はしご酒紀行」）
- リズム&ドラムマガジン（2016年10月号 インタビュー）
- リズム&ドラムマガジン（2018年6月号 「LIVE GEAR」Devil Rhythm Riverライブレポート）
- POPEYE（2018年9月号 ハンバーガー特集 寄稿）
- リズム&ドラムマガジン（2019年6月号 RINGO STARR And His All Starr Bandライブレポート寄稿）
- リズム&ドラムマガジン（2019年8月号 「Beat Square」 桑原あい、武嶋聡、守家巧、オータコージ、柏倉隆史ライブレポート）
- リズム&ドラムマガジン（2019年8月号 誌上ドラム・コンテスト2019「Bring the Beat」（The Bassons）課題曲演奏、審査、連動座談会）
- リズム&ドラムマガジン（2019年9月号 the HIATUS初期3枚ディスクレビュー、Special Message寄稿）

## 出演イベント
2005年
- ARABAKI ROCK FEST.（曽我部恵一BAND）
- RUSH BALL★7（曽我部恵一BAND）
- ROCK IN JAPAN FESTIVAL 2005（曽我部恵一BAND）
- COUNTDOWN JAPAN 05/06（曽我部恵一BAND）

2006年
- ROCK IN JAPAN FESTIVAL 2006（曽我部恵一BAND）
- OTODAMA'06〜音泉魂〜（曽我部恵一BAND）
- COUNTDOWN JAPAN 06/07 -WEST-（曽我部恵一BAND）

2007年
- COUNTDOWN JAPAN 06/07（曽我部恵一BAND）
- ROCK IN JAPAN FESTIVAL 2007（曽我部恵一BAND）
- AOMORI ROCK FESTIVAL'07〜夏の魔物〜（曽我部恵一BAND）
- RISING SUN ROCK FESTIVAL 2007 in EZO（曽我部恵一BAND）
- COUNTDOWN JAPAN 07/08（曽我部恵一BAND）

2008年
- ARABAKI ROCK FEST.08（曽我部恵一BAND）
- Sence of Wonder（□□□、オオヤユウスケ）
- ROCK IN JAPAN FESTIVAL 2008（曽我部恵一BAND）
- 冬RUSH!（曽我部恵一BAND）
- COUNTDOWN JAPAN 08/09 -WEST-（曽我部恵一BAND）
- COUNTDOWN JAPAN 08/09（曽我部恵一BAND）

2009年
- ARABAKI ROCK FEST.09（曽我部恵一BAND with 荒吐MICHINOKU PEACE SESSION!!）
- 頂2009（曽我部恵一BAND）
- AOMORI ROCK FESTIVAL'09〜夏の魔物〜（曽我部恵一BAND）
- SETSTOCK'09（曽我部恵一BAND）
- FUJI ROCK FESTIVAL'09（曽我部恵一BAND）
- ROCK IN JAPAN FESTIVAL 2009（曽我部恵一BAND）
- KOYABU SONIC 2009（曽我部恵一BAND）
- COUNTDOWN JAPAN 09/10（曽我部恵一BAND）

2010年
- SYNCHRONICITY'10（曽我部恵一BAND）
- ARABAKI ROCK FEST.10（曽我部恵一BAND）
- JAPAN JAM 2010（曽我部恵一BAND）
- ROCK IN JAPAN FESTIVAL 2010（曽我部恵一BAND）
- RISING SUN ROCK FESTIVAL 2010 in EZO（曽我部恵一BAND）
- AOMORI ROCK FESTIVAL'10〜夏の魔物〜（曽我部恵一BAND）
- WORLD HAPPINESS 2010（□□□）
- COUNTDOWN JAPAN 10/11（曽我部恵一BAND）

2011年
- SYNCHRONICITY'11（曽我部恵一BAND）
- ROKKO SUN MUSIC 2011（曽我部恵一BAND）
- AOMORI ROCK FESTIVAL'11〜夏の魔物〜（曽我部恵一BAND）
- ROCK IN JAPAN FESTIVAL 2011（曽我部恵一BAND）
- 朝霧JAM 2011（L.E.D.）

2012年
- YATSUI FESTIVAL! 2012（曽我部恵一BAND、IMALU）
- ARABAKI ROCK FEST.12（曽我部恵一BAND）
- ap bank fes '12 Fund for Japan 淡路島（曽我部恵一BAND）
- RISING SUN ROCK FESTIVAL 2012 in EZO（曽我部恵一BAND）
- AOMORI ROCK FESTIVAL'12〜夏の魔物〜（曽我部恵一BAND）
- SYNCHRONICITY'12 AUTUMN（曽我部恵一BAND）
- COUNTDOWN JAPAN 12/13（曽我部恵一BAND）

2013年
- ARABAKI ROCK FEST.13（曽我部恵一BAND）
- YATSUI FESTIVAL! 2013（曽我部恵一BAND）
- JOIN ALIVE 2013（曽我部恵一BAND）

2014年
- ARABAKI ROCK FEST.14（曽我部恵一）
- AOMORI ROCK FESTIVAL'14〜夏の魔物〜（曽我部恵一）
- ROCK IN JAPAN FESTIVAL 2014（曽我部恵一）

2015年
- SYNCHRONICITY'15（the chef cooks me）
- YATSUI FESTIVAL! 2015（ホフディラン）
- 森、道、市場 2015（□□□）
- BEATRAM MUSIC FESTIVAL 2015（ホフディラン）

2016年
- 森、道、市場 2016（空気公団）
- AOMORI ROCK FESTIVAL '16〜夏の魔物〜（曽我部恵一BAND）
- いとうせいこうフェス～デビューアルバム『建設的』30周年祝賀会～（□□□）

2017年
- NO NUKES 2017（いとうせいこう with オータコージ、ZAK）

2018年
- 白井良明45th&40th記念〜隅田川・打ち出でて見れば半世紀ー5〜（for instance）
- 荒井岳史（the band apart）〜3rd full album"will"release TOUR〜（荒井岳史band set）
- □□□16『LOVE』御披露目会（□□□）
- Negiccoの、ツーマンにようこそ in NIIGATA LOTS（□□□）
- アースデイ東京 2018（miya takehiro&GROOVE VACATION）
- 空気公団 Anthology Live（空気公団）
- 水道橋博士トークショウ「ザ⭐︎フランス座7」（The Bassons）
- FEVER OF SHIZUOKA（曽我部恵一BAND）
- 福島フェス 2018（□□□）
- Forest Jam Grande 2018（L.E.D.）

2019年
- Shigeru Suzuki Kyushu Tour 2019（鈴木茂、グレートマエカワ、オータコージ、春田弘樹）
- Shigeru Suzuki Tour 2019 Tokyo（鈴木茂、グレートマエカワ、オータコージ、奥野真哉）
- ワタナベイビー『GOLDEN BABY TOUR』（ワタナベイビー、田中貴、オータコージ）
- NO NUKES 2019（いとうせいこう is the poet）
- OUTDOOR DAY JAPAN（miya takehiro&GROOVE VACATION）
- ARABAKI ROCK FEST.19（曽我部恵一BAND）
- TOKYO INSTRUMENTAL FESTIVAL（stico）
- Ai Kuwabara Shinjuku Pit-inn 3Days『Triple Souls 2019』最終日（桑原あい、武嶋聡、守家巧、オータコージ、柏倉隆史）
- YATSUI FESTIVAL! 2019（吉澤嘉代子）
- MUSiCフェス〜私立恵比寿中学開校10周年記念 in 赤レンガ倉庫〜（吉澤嘉代子）
- 鈴木茂 mainly 星導夜（鈴木茂、宮田岳、中山努、オータコージ）
- MORNING RIVER SUMMIT（竹内アンナ）
- ヒプノシスマイク-Division Rap Battle- 4th LIVE@オオサカ「Welcome to our Hood」（□□□）
- WILD BUNCH FEST. 2019（竹内アンナ）
- 波フェス 2019（miya takehiro&GROOVE VACATION）
- 竹内アンナ 3rd E.P Release TOUR「at THREE」（竹内アンナ）
- ZANDARI FEST. 2019（韓国）（The Bassons）
- Montreux Jazz Festival Japan 2019（竹内アンナ）
- OishiiOishii Country Blues Tour 2019-2020（OishiiOishii）

2020年
- 竹内アンナ 1st ALBUM Release Tour 『MATOUSIC』at ONLINE（竹内アンナ）
- Shigeru links Ryomei "TOUR 2020"（鈴木茂&白井良明）

2021年
- 竹内アンナ atTENDER tour（竹内アンナ）
- moonriders 45th anniversary "THE SUPER MOON"（ムーンライダーズ）

## リンク
- オータコージ OffcialSite
- L.E.D.×タナカカツキ対談 行け、青春ものづくり部！ - インタビュー | CINRA.NET
  - 2009年11月30日掲載
- LED 『elementum』interview - TOWER RECORDS ONLINE
  - 2013年4月17日掲載
- L.E.D. 解散は伝言ゲームがつまらなくなった時 | CONTRAST
  - 2011年12月掲載
- 映像から物語への進化 | 3055
  - 2011年12月21日掲載
- L.E.D. 【インタビュー】L.E.D.と志人による濃密対談。遊び倒したコラボ曲"賽の河原"について、志人が暮らす檜原村を舞台に語り尽くす！- Qetic
- 特集: L.E.D.の2年振り、3枚目のアルバム『in motion』を高音質音源で配信!INTERVIEW : 佐藤元彦(L.E.D)、オータコージ(L.E.D.)、タナカカツキ(漫画家) - OTOTOY
  - 2013年4月15日掲載
- LED 『in motion』interview - TOWER RECORDS ONLINE
  - 2013年4月17日掲載
- 【墨田区に、すもう】Go To Deep East ミッドナイト墨田区 | URBAN RESEARCH MEDIA 
  - 2018年6月掲載